# Shankill Castle (Dún Laoghaire-Rathdown)
Shankill Castle (irisch Caisleán Sheanchille) ist eine Burgruine in Shankill, einem Vorort der irischen Hauptstadt Dublin.

## Geschichte
Der Erzbischof Henry de Loundres ließ die Burg 1229 als Verwaltungszentrum seiner umfangreichen Ländereien errichten. Ab 1480 wohnte John Lawless auf Geheiß von Erzbischof John Walton dort. Bis 1683 blieb die Burg mit seiner Familie verbunden und wurde dann an Sir John Domville verpachtet. Um 1690 wurde ein Haus an die Burg angebaut. In den 1710er-Jahren fiel die Burg an die Familie Lawless zurück.
Heute sind nur noch vier Mauerfragmente und der Turm erhalten.